# Ilya Volkov
Ilya Volkov es un cantante de bielorruso que nació el 19 de abril de 2002 en Minsk, capital de Bielorrusia.
A los 6 años comenzó a dar clases de canto en la academia Golden Voices (Voces de oro). Ha participado en una gran cantidad de competiciones de música como en el festival New Movement (Nuevo movimiento) donde quedó en primer lugar, o en el concurso internacional European cup (Copa de Europa) en 2012 donde consiguió un segundo puesto. También participó en las semifinales del certamen New Wave Junior.
Además de cantar practica deportes y baile de salón. En 2012 acompañó como bailarín al cantante Egor Zheshko durante su actuación en el Festival de la Canción de Eurovisión Junior 2012.
En el año 2013 fue seleccionado para representar a Bielorrusia en el Festival de la Canción de Eurovisión Junior 2013 con la canción Poy so mnoy (Canta conmigo en español), quedando en una estupenda tercera posición (de un total de doce) con 108 puntos. Fue uno de los ganadores de esa edición debido a que se premió a los tres mejores participantes.

## Discografía

### Singles
| Año  | Título        | Traducción al español |
| ---- | ------------- | --------------------- |
| 2013 | "Poy so Mnoy" | Canta conmigo         |
| 2014 | "With You"    | Contigo               |